# Yksel Osmanovski
Yksel Osmanovski (Malmö, 1974. február 24. –) svéd válogatott labdarúgó.
Török szülőktől származik, akik eredetileg a macedóniai Preszpa-tó környékéről emigráltak Svédországba. Osmanovski a svéd labdarúgás történetének első muszlim labdarúgója.
A svéd válogatott tagjaként részt vett a 2000-es Európa-bajnokságon.